# Kory Wright
Kory Wright (ur. 26 sierpnia 1985 w Calgary) – kanadyjski snowboardzista. Nie startował na igrzyskach olimpijskich. Na mistrzostwach świata najlepszy wynik uzyskał na mistrzostwach w Kangwŏn, gdzie zajął 55. miejsce w halfpipe’ie. Najlepsze wyniki w Pucharze Świata osiągnął w sezonie 2008/2009, kiedy to zajął 226. miejsce w klasyfikacji generalnej. Jest brązowym medalistą mistrzostw świata juniorów w halfpipe’ie z 2005 r.

## Sukcesy

### Mistrzostwa Świata
| Miejsce | Dzień       | Rok  | Miejscowość | Konkurencja | Zwycięzca |
| ------- | ----------- | ---- | ----------- | ----------- | --------- |
| 55.     | 23 stycznia | 2009 | Gangwon     | Halfpipe    | Ryō Aono  |

### Puchar Świata

#### Miejsca w klasyfikacji generalnej
- 2008/2009 – 226.
- 2009/2010 – 295.

#### Miejsca na podium
1. Whistler – 11 grudnia 2005 (Halfpipe) – 3. miejsce